# Mesocinetidae
Mesocinetidae – wymarła rodzina chrząszczy z podrzędu wielożernych, serii (infrarzędu) Elateriformia i nadrodziny Scirtoidea.

## Taksonomia
Rodzina wprowadzona została w 2010 roku przez A. G. Kirejczuka i A. G. Ponomarenkę wraz z opisaniem przez nich czterech nowych rodzajów i ośmiu nowych gatunków do niej należących. Wszystkie okazy tych nowych gatunków i rodzajów pochodziły z górnej jury i odkryte zostały na stanowisku Shar-Teg w ajmaku gobijsko-ałtajskim w południowo-zachodniej Mongolii, jednak kreatorzy rodziny zaliczyli też do niej jako rodzaj typowy Mesocinetus, opisany w 1986 roku przez Ponomarenkę z utworów dolnej kredy zachodniej Mongolii.

## Opis
Ciało umiarkowanie małe, o oskórku z drobną, rozlaną punktacją i gładką mikrorzeźbą. Grzbietowa część ciała z gęstym i prawie jednolitym owłosieniem. Czułki jedenastoczłonowe, bez wyraźnej buławki, osadzone na przednim brzegu oczu. Przedpiersie bardzo krótkie z szeroko otwartymi panewkami biodrowymi. Biodra przednie nieco ukośne, środkowe bardzo duże i owalnie prawie trójkątne, a tylne poprzeczne lub ukośne. Epipleury umiarkowanie szerokie. Krętarze umiarkowanie duże. Golenie z długimi odseparowanymi szczecinkami, szczególnie na zewnętrznej krawędzi, wyposażone w dobrze rozwinięte kolce. Stopy pięcioczłonowe.

## Systematyka
Opisano pięć wymarłych rodzajów z tej rodziny:
- Mesocinetus Ponomarenko, 1986
- Parashartegus Kirejtshuk et Ponomarenko, 2010
- Shartegus Kirejtshuk et Ponomarenko, 2010
- Manopsis Kirejtshuk et Ponomarenko, 2010
- Manoelodes Kirejtshuk et Ponomarenko, 2010

## Występowanie
Górna jura południowo-zachodniej Mongolii oraz Karatau w Kazachstanie, dolna kreda zachodniej Mongolii, rejonu Czity i Baissa, pogranicze jury i kredy w stanowiskach Khutel-Khara oraz Liaoning w Chinach.